# 柳田泰己
柳田 泰己（やなぎだ たいき 1993年11月2日 - 2022年8月9日）は、千葉県松戸市出身の競馬騎手。ニュージーランドを拠点としていた。

## 来歴
両親と6歳上の姉、5歳下の妹の5人家族。父親とのソリが合わず、中学生の頃から母方の祖父母に育てられる。
高校2年生であった2010年、オーストラリア・ブリスベンに短期留学し、ホームステイ先のホストメイトに連れられ現地のドゥームベン競馬場に行く。そこで競馬の騎手に魅了され、それが騎手への道を志すきっかけとなる。帰国後、家から通える乗馬クラブに姉の援助で通い始め、馬に乗ることから始める。「騎手になるには大学を卒業してから」という家族の思いもあり、一旦大学へ進学するも、騎手への強い気持ちから1年で退学。本格的に騎手になる道を進み出す。
2013年、鳥取県の大山ヒルズで騎手研修生となり、JRA調教師で元騎手の高橋康之から馬や騎手についての知識を教わる。JRA競馬学校を受験するも、身長や体重の制限をクリアできず断念せざるを得なかったことを高橋に話したことで、「海外拠点がベストではないか」と助言を受ける。その後大山ヒルズを辞め、2013年11月にワーキングホリデービザにて単身でオーストラリアへと渡る。現地の厩舎で働きながら騎手への道を模索するもうまくいかず、延長した2年目のビザも終了するため2016年6月にいったん帰国する。
2016年10月秋にニュージーランドへ渡り、最初は北島マタマタ競馬場の厩舎で働き、翌2017年に元騎手であるランス・アンソニー・オサリバン調教師に師事し、同年10月に見習騎手としてデビュー。初レースは12月。
2018年1月、ジュエルオブパッチに騎乗し初勝利を得る。2シーズン目途中で見習騎手の2位につけていたが、その後右足首骨折という怪我に見舞われ、結果3位に終わった。
2021年-2022年度シーズンにおいては年間42勝を挙げ、2022年1月にG2ウェストバリークラシックでドラゴンクイーンに騎乗して重賞初制覇、同年のニュージーランドオークスにも初騎乗を果たすなど、将来を嘱望されていた。
2022年8月3日、北島ワイカト地方ハミルトン近郊にある、ケンブリッジジョッキークラブでの第9レースにおいて、ゴール前約250メートル地点で騎乗馬が転倒し落馬。その際に肋骨や背骨を骨折し頸椎を損傷したうえに、ヘルメットが外れて後続馬に頭部を蹴られ内出血し、意識不明の状態でワイカト病院に搬送され、人工的な昏睡状態で集中治療を受けていた。
事故の報を受けて日本から母と妹が駆けつけており、関係者に見守られながら懸命に治療が続けられたが意識を回復することはなく、8月9日夜、医師からこれ以上の回復の見込みがない事が宣告され、家族の同意を得て生命維持装置が外されて、死去した。28歳没。通算162勝。
8月15日に所属厩舎において追悼式が行われ、母と妹と共に生前親交があった関係者が集まり、それぞれが柳田に向けてスピーチを送った。また、生前の活躍をまとめた映像や、遠方の関係者からのビデオメッセージを流す時間も取られ、その模様はTAB NZのYouTubeチャンネルにより中継された。